# Фестивал европског филма Палић
Фестивал европског филма Палић је основан 1992. године под именом Палићки филмски фестивал, од стране Општине Суботица. 2003. године палићки фестивал постаје Фестивал европског филма и те године постаје члан " Европске координације филмског фестивала"

## Награде фестивала
Фестивал додељује награду Златни торањ за најбољи филм. За најбољу режију додељује награду Палићки торањ. Додељује се и специјална награда жирија. Од 2000. године додељује се награда за изузетан допринос кинематографији. Миклош Јанчо и српска глумица Милена Дравић су били први добитници овог признања.

## Локације фестивала
Локације фестивала су следеће : летња позорница Палић, која се налази у палићкој шуми, биоскоп Јадран који се налази у Суботици, летњи биоскоп Абазија у Палићу, отворени универзитет - Eurocinema у Суботици, art bioskop Aleksandar Lifka, bioskop na otvorenom- TRG Subotica.